# Лёкёчён
Лёкёчён (якут. Лөкөчөөн) — село в Вилюйском улусе Якутии России. Административный центр и единственный населённый пункт Лёкёчёнского наслега. Население — 436 чел. (2021), большинство — якуты .

## География
Село расположено на западе региона, в восточной части Центрально-Якутской равнины, у озера Лёкёчён.
Географическое положение
Расстояние до улусного центра — города Вилюйск — 179 км..
Климат
В населённом пункте, как и во всем районе, климат резко континентальный, с продолжительным зимним и коротким летним периодами. Зимой погода ясная, с низкими температурами. Устойчивые холода зимой формируются под действием обширного антициклона, охватывающего северо-восточные и центральные улусы. Средняя месячная температура воздуха в январе находится в пределах от −28˚С до −40˚С..

## История
Согласно Закону Республики Саха (Якутия) от 30 ноября 2004 года N 173-З N 353-III село возглавило образованное муниципальное образование Лёкёчёнский наслег.

## Население
| 2002 | 2010 | 2012 | 2013 | 2014 | 2015 | 2016 | 2017 | 2018 | 2019 | 2020 |
| ---- | ---- | ---- | ---- | ---- | ---- | ---- | ---- | ---- | ---- | ---- |
| 400  | ↗428 | ↘425 | →425 | ↘416 | ↗428 | ↗434 | ↗449 | ↗450 | ↘443 | ↘441 |
| 2021 |      |      |      |      |      |      |      |      |      |      |
| ↘436 |      |      |      |      |      |      |      |      |      |      |

Национальный состав
Согласно результатам переписи 2002 года, в национальной структуре населения якуты составляли 97 % от общей численности населения в 400 чел..

## Инфраструктура
Животноводство (мясо-молочное скотоводство, мясное табунное коневодство).
Дом культуры, средняя общеобразовательная школа, учреждения здравоохранения и торговли .

## Транспорт
Просёлочная дорога с выездом на автодорогу федерального значения «Вилюй».